# ولی آخوندف
ولی یوسف اوغلو آخونداف (به ترکی استانبولی: Vəli Yusif oğlu Axundov) (زاده ۱۴ مه ۱۹۱۶ – درگذشته ۲۲ اوت ۱۹۸۶) دهمین دبیرکل حزب کمونیست آذربایجان شوروی، سیاستمدار و دانشمند آذربایجانی بود؛ ولی آخونداف جانشین امام مصطفی‌اف در ۱۹۵۹ میلادی بود. در طی زمامداری‌اش، آخونداف مقصر بحران اقتصادی آذربایجان شد و متهم به فساد شد.